# Festigny (Yonne)
Festigny ist eine französische Gemeinde mit 92 Einwohnern (Stand: 1. Januar 2022) im Département Yonne in der Region Bourgogne-Franche-Comté (vor 2016 Bourgogne). Sie gehört zum Kanton Joux-la-Ville (bis 2015 Coulanges-sur-Yonne) im Arrondissement Auxerre.

## Geographie
Festigny liegt etwa 29 Kilometer südsüdwestlich von Auxerre. Umgeben wird Festigny von den Nachbargemeinden Courson-les-Carrières im Norden und Nordwesten, Mailly-le-Château im Osten und Nordosten, Crain im Osten und Südosten sowie Coulanges-sur-Yonne im Süden und Westen.
Durch die Gemeinde führt die Route nationale 151.

## Bevölkerungsentwicklung
| Jahr                      | 1962 | 1968 | 1975 | 1982 | 1990 | 1999 | 2006 | 2013 |
| Einwohner                 | 107  | 73   | 90   | 62   | 75   | 69   | 75   | 79   |
| Quelle: Cassini und INSEE |      |      |      |      |      |      |      |      |

## Sehenswürdigkeiten
- Kirche Saint-Cyr und Sainte-Julitte